# Gruszczyn (województwo wielkopolskie)
Gruszczyn – wieś sołecka położona w województwie wielkopolskim, w powiecie poznańskim, na terenie gminy Swarzędz.
Pierwsze wzmianki o wsi pochodzą z 1366 roku. Nazwa ma charakter dzierżawczy i pochodzi od imienia Kruszka, przekształconego na Gruszka. Nazwa przybierała różne formy Kruszczyno/ Cruszczino (w 1366 roku) Gruschczino (1437) Gruszczyno (1510) od XIX wieku występowała już forma Gruszczyn.
Wieś szlachecka, własność kasztelana międzyrzeckiego Andrzeja Górki, około 1580 leżała w powiecie poznańskim województwa poznańskiego.	
W latach 1975–1998 miejscowość położona była w województwie poznańskim.
Liczba mieszkańców szacowana jest na ok. 1900 osób, lecz systematycznie rośnie ze względu na szybko rozwijające się budownictwo jednorodzinne.
Wieś ta znajduje się w bezpośrednim sąsiedztwie Zielińca – północno-wschodniej części Poznania. Gruszczyn umiejscowiony jest kilka kilometrów na północ od Swarzędza, po przeciwnej stronie Jeziora Swarzędzkiego. Od północy graniczy z lotniskiem Ligowiec oddzielonym linią kolejową Poznań-Gniezno. W pobliżu wsi przepływa rzeka Cybina.
Na terenie wsi znajduje się boisko piłkarskie, na którym rozgrywane są spotkania klubu z klasy okręgowej Piast Kobylnica, a także Stajnia "Podkowa" Gruszczyn, tartak oraz gospodarstwo agroturystyczne.
Przez wieś przebiega szlak rowerowy z Pobiedzisk nad Maltę w Poznaniu oraz Droga św. Jakuba – wielkopolski odcinek szlaku pielgrzymkowego do katedry w Santiago de Compostela w północno-zachodniej Hiszpanii.
W jej wschodniej części znajduje się ujęcie wód dla miasta Poznania.
Urodził się tu Wiesław Chrzanowski – polski inżynier i konstruktor silników cieplnych, profesor politechnik we Lwowie i Warszawie, działacz państwowy, rektor PW. Ojciec Wiesława Mariana Chrzanowskiego, marszałka Sejmu, adwokata i polityka.

## Komunikacja
Gruszczyn obsługują autobusy MPK Poznań linii 416, a także linie 412, 471, 492, 493, 494 oraz 400 (linia nocna) obsługiwane przez SPK Swarzędz.